# Marcelina Witek-Konofał
Marcelina Witek-Konofał (* 2. Juni 1995 in Słupsk als Marcelina Witek) ist eine polnische Leichtathletin, die sich auf den Speerwurf spezialisiert hat.

## Sportliche Laufbahn
Erstmals international in Erscheinung trat Marcelina Witek bei den Jugendweltmeisterschaften 2011 nahe Lille, bei denen sie mit einer Weite von 44,71 m in der Qualifikation ausschied. Bei den Junioreneuropameisterschaften 2013 in Rieti belegte sie mit 51,29 m den achten Platz und 2014 wurde sie bei den Juniorenweltmeisterschaften in Eugene mit einem Wurf auf 54,14 m Vierte. Bei den U23-Europameisterschaften 2015 in Tallinn belegte sie mit 50,38 m Platz zehn. 2016 qualifizierte sie sich erstmals für die Europameisterschaften in Amsterdam, bei denen sie mit 550,03 m aber bereits in der Qualifikation ausschied. 2017 gewann sie bei den U23-Europameisterschaften in Bydgoszcz mit 63,03 m die Bronzemedaille. Damit qualifizierte sie sich für die Weltmeisterschaften in London, bei denen sie als 22. der Qualifikation ausschied. Zwei Wochen später siegte sie bei den Weltstudentenspielen in Taipeh mit neuer Bestleistung von 63,31 m. In den folgenden Jahren konnte sie an keinen internationalen Meisterschaften teilnehmen, ehe sie 2023 bei der 1. Liga der Team-Europameisterschaft im Rahmen der Europaspiele in Chorzów mit 55,19 m Achte. Im Jahr darauf gelangte sie bei den Europameisterschaften in Rom mit 55,42 m auf Rang zwölf.
In den Jahren 2015 und 2017 sowie 2018 und 2023 wurde Witek polnische Meisterin im Speerwurf.